# Max Augustin
Max Augustin (* 11. Oktober 1886 in Mehrnbach, Oberösterreich; † 2. Jänner 1943 in Grieskirchen) war Lehrer und Politiker (CS).

## Leben
Augustin war als Sohn eines Messnerehepaars geboren worden und besuchte nach der Volksschule vier Klassen lang das Gymnasium in Ried im Innkreis. Danach wechselte er an die staatliche Lehrerbildungsanstalt in Linz und ließ sich zum Lehrer ausbilden. In der Folge war Augustin zuerst an Volksschulen in Kobernaußen, Eberschwang und Grieskirchen eingesetzt, später wirkte er an der Bürgerschule in Grieskirchen. Zudem war er nebenberuflich in der Erwachsenenbildung aktiv. 1934 stieg er zum Hauptschuldirektor in Grieskirchen auf. Aus seiner 1917 geschlossenen Ehe stammen drei Kinder. 1938 wurde er von der Schulleitung entfernt und verhaftet, erst 1941 war als Lehrer wieder zugelassen. Augustin starb 1943 nach einer Embolie infolge einer Operation im Krankenhaus Grieskirchen.

## Politik
Max Augustin war für die Christlichsoziale Partei im Gemeinderat in Grieskirchen tätig, zwischen 1918 und 1919 war er auch Mitglied in der Provisorischen Landesversammlung.